# Coca-Cola Bottling Co. Consolidated
Coca-Cola Bottling Co. Consolidated, kallas oftast enbart Coca-Cola Consolidated, är en amerikansk dryckestillverkare som producerar och distribuerar olika produkter som läskedrycker, energidrycker, juicer, fruktdrycker och vatten från olika uppdragsgivare, dock främst från den amerikanska multinationella dryckestillverkaren The Coca-Cola Company. Företaget säljer drycker i 14 delstater och det federala distriktet District of Columbia.
De grundades 1902 som Charlotte Coca-Cola Bottling Co. av J.B. Harrison. 1972 fick de namnet Coca-Cola Bottling Company of Mid-Carolinas samtidigt som de blev ett publikt aktiebolag. Åtta år senare fick de sitt nuvarande namn.
För 2017 omsatte Coca-Cola Consolidated omkring $4,3 miljarder och hade en personalstyrka på fler än 16 000 anställda. Huvudkontoret ligger i Charlotte i North Carolina.

## Delstater/distrikt
De säljer i följande delstater/distrikt:
| - Arkansas - Delaware - District of Columbia - Illinois - Indiana | - Kentucky - Maryland - Mississippi - North Carolina - Ohio | - Pennsylvania - South Carolina - Tennessee - Virginia - West Virginia |

## Varumärken
Ett urval av varumärken som de producerar/säljer:
- Coca-Cola
- Coca-Cola Life
- Coca-Cola Zero
- Dasani
- Diet Coke
- Dr Pepper
- Fanta
- Fanta Zero
- Mello Yello
- Minute Maid
- Monster Energy
- Powerade
- Powerade Zero
- Smartwater
- Sprite
- Sprite Zero
- Vitaminwater
- Zico